# آرجون نارسینگ کی سی
آرجون ناراسینگه کی‌سی (به نپالی: अर्जुन नरसिंह केसी, (به انگلیسی: Arjun Narasingha KC)؛ زاده 27 سپتامبر 1947) سیاستمدار نپالی، استاد پیشین علوم سیاسی و از چهره‌های باسابقه کنگره نپال است. او چندین دوره به عنوان نماینده به مجلس نمایندگان (نپال) راه یافته و در دولت‌های ائتلافی مختلف به عنوان وزیر بهداشت و جمعیت (1995, 1997)، وزیر آموزش (1998,1999) و وزیر توسعه شهری (2016, 2017) خدمت کرده است.

## زندگی و تحصیلات
کی‌سی در رواتبسی، شهرستان نواکوت به دنیا آمد. پدر و مادرش «بهاگوان سینگ کی‌سی» و «یاسودا دوی کی‌سی» بودند. او مدرک کارشناسی ارشد علوم سیاسی را از دانشگاه تریبهوان در کاتماندو گرفت و سپس به عنوان استاد و رئیس گروه علوم سیاسی همان دانشگاه فعالیت کرد. در 1982 یک فلوشیپ در دانشگاه تافتس (مدرسه فلچر، بوستون) در حوزه روابط بین‌الملل و تصمیم‌گیری در سیاست خارجی گذراند.

## آغاز فعالیت سیاسی
از اوایل دهه 1960 در جنبش‌های دانشجویی دموکراسی‌خواه فعال بود و بنا به زندگی‌نامه رسمی‌اش در مجموع بیش از شش سال به دلیل فعالیت‌های سیاسی زندانی شد. او از بنیان‌گذاران اتحادیه دانشجویی نپال (NSU) و از فعالان نزدیک به بی.پی. کویرالا بود. در 1981 مطابق توصیه رهبری کنگره، به صورت مستقل در انتخابات راشتریه پنچایت 1981 نامزد شد و به شورا راه یافت.

## وزیر بهداشت و جمعیت (1995,1997)
در دولت شر بهادره دیوبا، برای کاهش تمرکز پزشکان در شهرها و اعزام آنان به مناطق کوهستانی و ترای برنامه اصلاحاتی اجرا شد: افزایش مشوق‌ها، ارتقای سریع‌تر، دوره‌های آموزشی و محدود کردن سازوکار «کاج» (جابجایی موقت اما نامحدود) به حداکثر یک ماه در سال.

## وزیر آموزش (1998,1999)
در کابینه دوم گیریجا پرساد کویرالا، کی‌سی برای افزایش شناسایی بین‌المللی مدارک تحصیلی نپالی با کشورهای مختلف هماهنگی‌هایی ایجاد کرد تا امکان ادامه تحصیل دانشجویان نپالی در خارج آسان‌تر شود. او در 1998 با توصیه کارنا شاکیا از تخریب باغ نئوکلاسیک «کشار محل» جلوگیری کرد و آن را با نام Garden of Dreams به روی عموم گشود.

## وزیر توسعه شهری (2016,2017)
در 2016 به عنوان وزیر توسعه شهری منصوب شد. در 23 آوریل 2017 برنامه مسکن مردمی را برای ساخت 25,000 واحد مسکونی برای جوامع محروم خارج از دره کاتماندو اعلام کرد، و در 26 آوریل 2017 مجوز آغاز ساخت کمربندی بیرونی کاتماندو (71.93 کیلومتر) را صادر کرد؛ پروژه‌ای که بیش از 13 سال معطل مانده بود. فاز نخست در بخش 6.6 کیلومتری چوبار-گمچه-ساتونگل آغاز شد. او همچنین مقدمه گزارش ملی نپال برای کنفرانس Habitat III را نوشت.

## دوره جمهوری و فعالیت‌های 2017 تا امروز
در 2017 در انتخابات سراسری شکست خورد، اما در کنگره چهاردهم حزب به هیئت عامل مرکزی راه یافت و سپس به کمیته اجرایی مرکزی منصوب شد. در انتخابات 2022، از حوزه نواکوت-2 با 28,107 رأی به مجلس نمایندگان راه یافت.

### کمیته حساب‌های عمومی و نظارت پارلمانی
کی‌سی عضو کمیته حساب‌های عمومی پارلمان است. در ژوئن 2024 دو زیرکمیته برای بررسی تخلفات احتمالی در ساخت فرودگاه‌های پوخارا و گوتام بودا تشکیل شد، و در 2025 پیگیری اجرای توصیه‌های اصلاحی در مورد فرودگاه پوخارا مطرح شد. او در 2024-2025 بودجه دولت را «جاه‌طلبانه و دور از واقعیت» توصیف کرد و بر عدالت اجتماعی و رشد متوازن تاکید داشت.

## نقش در جنبش مردمی 2006
در دوره وضعیت اضطراری 2005، دو بار بازداشت شد و در فعالیت‌های ائتلاف هفت‌حزبی برای بازگشت دموکراسی نقش داشت.

## روابط نپال-اسرائیل
نپال در 1960 با اسرائیل روابط کامل برقرار کرد. در چارچوب دیپلماسی حزبی و پارلمانی، کی‌سی از تقویت همکاری‌های دوجانبه، از جمله تبادل دانش کشاورزی و آب، حمایت کرده است.

## زندگی شخصی
متاهل و دارای پنج فرزند است. دختر او «آنژنا کی‌سی تاپا» با گاگان تاپا ازدواج کرده است. برادران او، از جمله «جگدیشور ناراسینگه کی‌سی» (نماینده پیشین مجلس مؤسسان) و «کدار ناراسینگه کی‌سی» (رئیس پیشین شورای پزشکی نپال و مدیر مرکز سل) نیز در عرصه عمومی فعال بوده‌اند.